# Førstedame
En førstedame er en betegnelse på en kvinde, der er gift med et lands statsoverhoved. Betegnelsen bruges i republikker og vanligvis ikke om forhold i monarkier (hvor man typisk benytter de specifikke titler, såsom dronning, storhertuginde osv.) Det stammer fra USA i 1849, da præsident Zachary Taylor kaldte Dolley Madison for "First Lady" ved hendes begravelse. Betegnelsen er vanligst i engelsktalende republikker. I Danmark anvendes ordet undertiden også uofficielt om regeringslederens hustru.

## First Lady og førstedame
Det engelske ord First Lady er ligesom det danske ord førstedame en uofficiel betegnelse og har ikke noget at gøre med hvem der faktisk har magten i et land.